# Католицька церква в Австралії
Като́лицька це́рква в Австра́лії — друга християнська конфесія Австралії. Складова всесвітньої Католицької церкви, яку очолює на Землі римський папа. Керується конференцією єпископів. Станом на 2004 рік у країні нараховувалося близько 5 239 000 католиків (27,81% від усього населення). Існувало 32 діоцезій, які об'єднували 1378 церковних парафій.  Кількість  священиків — 3115 (з них представники секулярного духовенства — 1943, члени чернечих організацій — 1172), постійних дияконів — 53, монахів — 2138, монахинь — 6876.